# Carex thunbergii
Carex thunbergii är en halvgräsart som beskrevs av Ernst Gottlieb von Steudel. Carex thunbergii ingår i släktet starrar, och familjen halvgräs. Inga underarter finns listade i Catalogue of Life.